# Hồ Sào
Hồ Sào, (tiếng Trung: 巢湖; bính âm: Cháo Hú), là một hồ nằm về phía đông nam thành phố Hợp Phì, tỉnh An Huy, Trung Quốc (trước đây nằm ở vị trí tiếp giáp giữa thành phố Hợp Phì với thành phố Sào Hồ cũ). Đây là hồ lớn nhất An Huy và là một trong năm hồ nước ngọt lớn nhất Trung Quốc. Đảo Laoshan nằm bên trong hồ. Khoảng 5 triệu người sống xung quanh hồ và sử dụng hồ làm nguồn thủy lợi, giao thông vận tải và đánh cá. Việc tận dụng hồ một cách nặng nề đã dẫn đến bồi lắng bùn trong những năm gần đây. Xung quanh hồ có các địa điểm du lịch nổi tiếng như Núi Lao, Đền Zhongmiao, Sông Tongyang, Núi Yinping, và các Động những vị thần bất tử. Loại cá bạc, tôm và cua trong hồ này được gọi là Tam Bảo.